# Rhagio sardous
Rhagio sardous är en tvåvingeart som beskrevs av Szilady 1934. Rhagio sardous ingår i släktet Rhagio och familjen snäppflugor. Inga underarter finns listade i Catalogue of Life.